# Assunzione in cielo
L’assunzione in cielo è una credenza, presente in diverse religioni e mitologie, che consiste nel trasferimento in cielo di un individuo ancora vivo o resuscitato subito dopo la morte; l'individuo viene accolto in cielo con l'anima e il corpo. In alcune religioni, invece del termine assunzione si usa quello di traslazione o di rapimento in cielo.

## Cristianesimo
Nel cristianesimo, la salita al cielo di Gesù viene definita Ascensione, mentre nel caso di Maria si parla di Assunzione.
Sia per i cattolici che per gli ortodossi Maria, alla fine della sua vita terrena, fu accolta in cielo con l'anima e il corpo. I cattolici definiscono l'evento Assunzione di Maria, gli ortodossi Dormizione di Maria. I protestanti non credono invece all'Assunzione o Dormizione di Maria, in quanto non espressamente citata nel Nuovo Testamento ma derivata da alcune tradizioni tramandate da testi apocrifi.
In passato alcuni hanno sostenuto che anche l'apostolo Giovanni sia stato assunto in cielo. Questa credenza derivava dalla conclusione del suo Vangelo:
Essa è menzionata (e rigettata) anche da Dante nella Divina Commedia (Par. XXV, 122-129).
Altri casi di assunzione in cielo in anima e corpo, senza morte fisica, menzionati nella Sacra Scrittura, sono: 
- il profeta Elia.
- il patriarca Enoch (antenato di Noè).
- Maria Vergine Immacolata, unico caso di Assunzione oggetto di dogma dal 1950.
- l'Assunzione in Cielo di san Giuseppe, suo sposo: dibattuta fra i teologi, mancando riferimenti sulla morte di Giuseppe.
- futura, dei cristiani: Rapimento della Chiesa, prima della Grande Tribolazione, nell'Apocalisse di Giovanni.

Non fu risparmiato da morte nessuno degli apostoli ed Evangelisti, e neppure Giovanni Battista, che Gesù chiamò "il più grande fra i nati di donna" (Lc 7).

## Ebraismo
Per due personaggi biblici, il profeta Elia e il patriarca Enoch, la Bibbia racconta esplicitamente che furono "rapiti" da Dio in cielo; questi passi hanno generato grande dibattito e molte sono le teorie al riguardo.
Secondo una tradizione ebraica riportata da Giuseppe Flavio, anche Mosè fu assunto in cielo alla fine della sua vita, ma nel Pentateuco fu riportato che morì di morte naturale, per evitare che la gente pensasse che era salito a Dio a causa della sua straordinaria virtù.

## Islam
Nel Corano si parla dell'ascensione al cielo di Maometto, che fu trasportato a Gerusalemme e da lì ascese i sette cieli su un cavallo alato, fino ad essere ammesso al cospetto di Allah. L'ascensione di Maometto fu temporanea, perché dopo l'avvenimento ritornò sulla Terra.
Il Corano dice inoltre che Gesù non fu crocifisso, ma venne trasportato in cielo; Allah trasformò un altro individuo in maniera che apparisse come Gesù e in tal modo venisse crocifisso al suo posto

## Induismo
Il Mahābhārata racconta che il re Yudhisthira fu assunto in cielo con il suo corpo mortale.

## Mitologia greco-romana ed ellenistica
Nella mitologia greca si parla di diverse persone assunte in cielo:
- Ganimede, un bellissimo giovane, venne rapito e portato nell'Olimpo per fare da coppiere agli dei
- Ercole fu trasportato nell'Olimpo per volontà di Zeus
- anche Dioniso, secondo una versione del mito, fu trasportato nell'Olimpo.

Nell'antica Roma, secondo una tradizione Romolo fu rapito in cielo e venne divinizzato con il nome di Quirino.
In epoca ellenistica, l'assunzione in cielo fu attribuita ad Apollonio di Tiana.